# ピュリケー

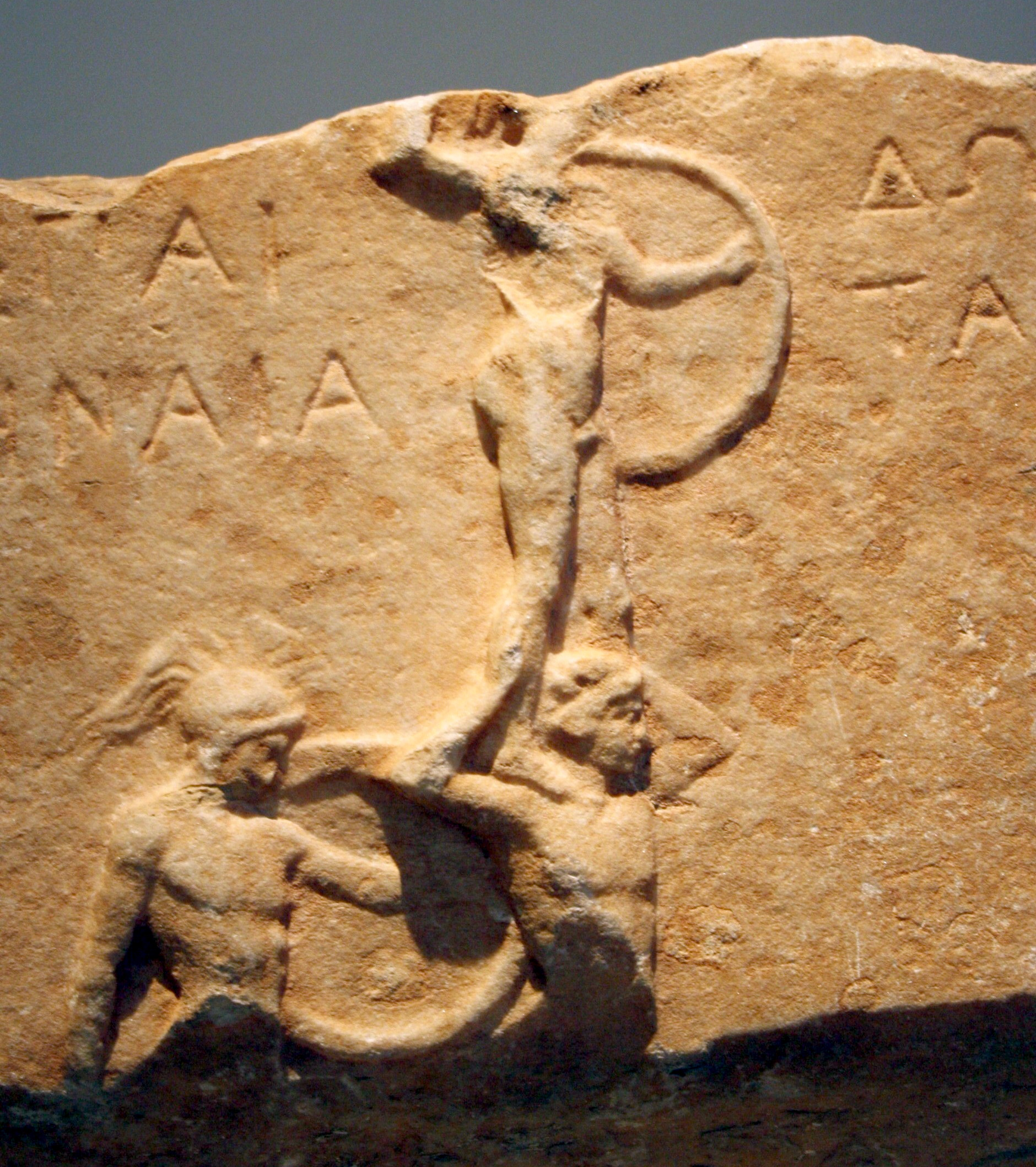
ピュリケーを踊る人たち

ピュリケー（古代ギリシア語: πυρρίχη pyrrhichē）は、古代ギリシアの戦いの踊りのうちで、もっともよく知られたものである。おそらくドーリア人に起源を持ち、最初は兵士の訓練としてのみ行われた。古代の文献によれば、兵器を持って踊られた。

## 語源
ピュリケーは伝説ではピュリコスという人物が発明したとも、アキレウスの子のピュロス（ネオプトレモス）が発明したためにこの名前がついているとも説明される。しかし「燃えるように赤い」という意味のピュロス（πυρρός, 「火」を意味するπῦρ < ギリシア祖語 *purwo- < インド・ヨーロッパ祖語 *peh2-ur を参照）に由来するともいう。

## 概要
プラトン『法律』815aによれば、ピュリケーは敵の打撃や矢をよけたり、また敵を攻撃するためのすばやい動きを模倣したもので、アウロスの演奏に合わせて踊られた。テンポは速くて軽く、これはピュリケーに由来する韻脚とされるピュリキオスにもあらわれている。
クセノポン『アナバシス』にもピュリケーは記述されている。それによれば、トラブゾンにおいて軍隊が都市に到着したことを祝うための祭りでピュリケーが踊られた。
ホメーロスもピュリケーに言及し、パトロクロスの火葬において、その周囲をアキレウスが踊ったことを記している。
すべてのギリシア人がピュリケーを好んだが、スパルタ人はピュリケーを軽い軍事教練と考え、特に好んだ。この信念によってスパルタ人は子供がまだ幼いうちからこの踊りを教えた。
アテネの若者は体操の訓練の一部としてパライストラでピュリケーを踊った。パナテナイア祭でもピュリケーが踊られ、競争者は成人男子・若者・少年の3つの部に分かれていた。